# Eenbandanemoonvis
De eenbandanemoonvis (Amphiprion melanopus) is een anemoonvis die voorkomt in Indonesië, Melanesië, Micronesië, Zuidoost-Polynesië en in het Groot Barrièrerif.
De vis is omnivoor. Het dieet bestaat vooral uit zoöplankton maar in aquaria worden alle visvoeders en algen gegeten. De soort is territoraal en vooral tegen soortgenoten agressief. De lengte is maximaal 12 centimeter voor wijfjes, mannetjes blijven iets kleiner.
De vis leeft in zeeanemonen
- Entacmaea quadricolor
- Heteractis crispa
- Heteractis magnifica